# Nikołaj Trawin
Nikołaj Trawin, ros. Николай Васильевич Травин (ur. 11 lutego?/23 lutego 1898 we wsi Boryszewskaja Swoboda, zm. 1964) – generał major artylerii Armii Radzieckiej i generał brygady ludowego Wojska Polskiego.

## Życiorys
Nikołaj Trawin urodził się 23 lutego 1898 w miejscowości Boryszewskaja Swoboda, w guberni symbirskiej, w rodzinie Wasyla. Skończył 8 klas szkoły realnej. W lutym 1916 został wcielony do Armii Imperium Rosyjskiego i przydzielony do Szkoły Junkrów Artylerii. W sierpniu 1916, po ukończeniu szkoły i awansie na chorążego, został dowódcą plutonu artylerii.
W sierpniu 1918 ochotniczo wstąpił do Armii Czerwonej, gdzie był dowódcą plutonu, potem dowódcą baterii. W sierpniu 1919 został szefem łączności i adiutantem samodzielnego dywizjonu artylerii. Walczył w wojnie domowej w Rosji. Od stycznia 1932 dowódca dywizjonu artylerii przeciwlotniczej, od stycznia 1937 szef sztabu, a od czerwca 1937 dowódca pułku artylerii przeciwlotniczej. Brał udział w agresji sowieckiej na Finlandię 1939-1940. Jesienią 1940 został dowódcą korpusu obrony przeciwlotniczej w rejonie Leningradu.
Uczestnik wojny wojny z Niemcami. Od maja 1943 jako dowódca dywizji artylerii przeciwlotniczej. 1 lipca 1944 awansował na generała majora artylerii. W listopadzie 1944 został dowódcą artylerii - zastępcą dowódcy Leningradzkiej Armii Przeciwlotniczej. Od września 1946 dowodził korpusem artylerii przeciwlotniczej, a od maja 1949 artylerią Leningradzkiego Rejonu Obrony Powietrznej Kraju.
8 stycznia 1950 został przyjęty do Wojska Polskiego w stopniu generała brygady. 23 stycznia 1950 został wyznaczony na stanowisko komendanta Grupy Organizacyjno-Przygotowawczej Dowództwa Obrony Przeciwlotniczej. 21 marca 1950 został mianowany dowódcą Obrony Przeciwlotniczej, a 12 lipca 1951 dowódcą Wojsk Obrony Przeciwlotniczej Obszaru Kraju. 13 listopada 1952 został zwolniony z zajmowanego stanowiska i odesłany do ZSRR. Na stanowisku dowódcy Wojsk OPL OK zastąpił go generał brygady Sergiusz Sazonow.

## Życie prywatne
Podczas służby w LWP mieszkał w Warszawie. Był żonaty z Jefgieniją. Małżeństwo miało syna i córkę (bliźnięta urodzone w 1922).

## Ordery i odznaczenia
- Krzyż Komandorski Orderu Odrodzenia Polski (1952)
- Order Lenina
- Order Czerwonego Sztandaru (trzykrotnie)
- Order Kutuzowa II stopnia